# Vinculum (símbolo)
Un vinculum es una línea horizontal utilizada en la notación matemática para un propósito específico. Puede ser colocado como un sobrerayado (o subrayado) sobre (o debajo de) una expresión matemática para indicar que la expresión debe considerarse agrupada.
El vinculum también es la línea que divide el numerador del denominador en una fracción.
Históricamente, el vinculum era extensamente utilizado para agrupar los elementos, especialmente en la matemática escrita, pero en la matemática moderna esta función casi ha sido enteramente reemplazada por el uso de paréntesis. Aun así, hoy el uso común de un vinculum es para indicar el repetir de un decimal periódico, es una excepción significativa y refleja el uso original.
Vinculum en latín es ‘vínculo’, ‘traba’, ‘cadena’, o ‘lazo’, que sugiere algunos de los usos del símbolo.

## Utilización
Un vinculum puede indicar un segmento de línea donde A y B son los puntos de término:
- {\displaystyle {\overline {\rm {AB}}}}

Un vinculum puede indicar la repetición de un valor decimal periódico:
- {\displaystyle {\frac {1}{7}}=0,{\overline {142857}}=0,1428571428571428571\ldots }

Es utilizado para demostrar los términos repetitivos en una fracción periódica continua. Los números irracionales cuadráticos son los únicos números que tienen un vinculum.
Su uso principal era como notación para indicar un grupo (un mecanismo de paréntesis que realiza la misma función que los paréntesis):
{\displaystyle (a-{\overline {b+c}}),}
significando que se deben adicionar b y c primero y luego sustraer el resultado de a, el cual sería escrito hoy más generalmente como a − (b + c). Los paréntesis, utilizados para agrupar, son raramente encontrados en la literatura matemática antes del decimoctavo siglo. El vinculum fue utilizado extensamente, usualmente como un sobrerayado, pero Chuquet en 1484 utilizó la versión de subrayado.
El vinculum está utilizado como parte de la notación de un radical para indicar el radicante cuya raíz está siendo indicada. En lo siguiente, la cantidad de {\displaystyle ab+2} es el radicante, entonces tiene un vinculum sobre sí:
{\displaystyle {\sqrt[{n}]{ab+2}}\,.}
En 1637, Descartes fue el primero en unificar la señal radical alemana √ con el vinculum para crear el símbolo radical que comúnmente se utiliza hoy.
El símbolo se utilizaba para indicar que un vinculum no tenía necesidad ser un segmento de línea (sobrerayado o subrayado); a veces los paréntesis (o brackets) pueden ser usados (señalando ya sea arriba o abajo).

## Otras notaciones
Hay varias notaciones matemáticas que utilizan una línea por encima que fácilmente puede ser confundida con un vinculum. Entre estas hay:
Puede ser utilizada en el sistema de dígitos signados para representar dígitos negativos, como en el siguiente ejemplo de equilibrado ternario:
{\displaystyle \pi \approx 10.011{\overline {1}}111{\overline {1}}000{\overline {1}}011{\overline {1}}1101{\overline {/}}11111100{\overline {1}}0000{\overline {1}}1{\overline {1}}{\overline {1}}{\overline {1}}{\overline {1}}0{\overline {1}}}
O la notación de barra en logaritmos comunes, como:
{\displaystyle \log _{10}0.2\approx {\bar {1}}.301=-1+0.301=-0.699}
La línea por encima es a veces utilizada en álgebra Booleana, donde sirve para indicar un grupo de expresiones cuyo resultado lógico es para ser negado, como en:
{\displaystyle {\overline {AB}}.}
En electrónica, la línea horizontal superior suele usarse para apuntar señales binarias complementarias. Por ejemplo, "READY"(LISTO) pronunciado "not ready"(no listo), sería la misma señal como READY pero con la polaridad opuesta. Este uso esta estrechamente relacionado al uso en álgebra Booleana.
Es también utilizado para referirse al conjugado de un número complejo:
{\displaystyle {\bar {z}}={\overline {x+iy}}={x-iy}.}
En estadísticas la línea horizontal superior puede ser usada para indicar el significado de series de valores.
En física de partículas, la línea horizontal superior suele indicar antipartículas. Por ejemplo, p y p son los símbolos para protón y antiprotón, respectivamente.
El vinculum tampoco debe ser confundido con la anotación de un vector de aspecto similar, p. ej.: {\displaystyle {\overrightarrow {AB}}} "Vector de A a B", o {\displaystyle {\vec {a}}} "vector "a"", aunque un sobrerayado o subrayado sin la punta de la flecha es a veces utilizado en reemplazo (p. ej.: {\displaystyle {\overline {a}}} or {\displaystyle {\underline {AB}}}).

## Números romanos
Se declaró que en notación de la numeración romana, un vinculum puede indicar que los numerales bajo la línea representaron mil veces el valor inmodificado.
El historiador matemático David Eugene Smith disputó esto. La notación era ciertamente usada en las Edades Medias.